# Cart Road
Cart Road là một thị trấn thống kê (census town) của quận Darjiling thuộc bang Tây Bengal, Ấn Độ.

## Nhân khẩu
Theo điều tra dân số năm 2001 của Ấn Độ, Cart Road có dân số 13.701 người. Phái nam chiếm 50% tổng số dân và phái nữ chiếm 50%. Cart Road có tỷ lệ 79% biết đọc biết viết, cao hơn tỷ lệ trung bình toàn quốc là 59,5%: tỷ lệ cho phái nam là 85%, và tỷ lệ cho phái nữ là 72%. Tại Cart Road, 9% dân số nhỏ hơn 6 tuổi.